# 宜賓五糧液機場
宜宾五糧液机场是位于中华人民共和国四川省宜賓市的一座支线機場，位於宜宾市翠屏區宗場鄉，距宜宾市中心西北11公里。
机场于2019年12月5日投入运营，原宜宾菜坝机场民航功能关闭并迁往此处。  2023年該機場之旅客流量為2,050,861人次。

## 修建背景与过程

### 修建背景
宜宾市十二五计划将宜宾定位为川滇黔渝结合部经济强市，成渝经济区次中心。随着宜宾经济社会快速发展，原菜坝机场机场吞吐量屡创新高，2014年旅客吞吐量54.5万人次，2015年71.6万人次，2018年更是接近100万人次。然而原菜坝机场规模太小，仅有1条2200米长跑道，4个C类停机位，候机楼面积仅4700㎡，机场硬件条件已不能满足日益增长的客流需要。同时，原菜坝机场离市区太近，给城市带来噪音困扰，也将会限制城区的发展。

### 修建过程
2012年5月14日，宜宾五粮液机场獲國務院批准立項。
2014年3月28日，环保部对四川宜宾机场迁建项目环境影响报告书批复，环评通过。其中写明设7个站坪机位，航站区新建8000平方米航站楼。设计目标年2020年旅客吞吐量80万人次/年，货邮吞吐量7375吨/年，飞机起降10063架次/年。
2015年12月25日，宜宾新机场建设项目总体规划等已获民航管理部门和四川省发改委正式批复，标志着宜宾机场迁建工程即将全面开工建设。
2016年1月20日，宜宾新机场正式开工。
2017年3月24日，四川省人民政府同意宜宾新机场航站楼及配套设施扩建。将扩建6个站坪机位，增加6座登机廊桥，扩建航站楼面积16052.2㎡，并相应扩建其他配套设施。
2019年7月24日，机场校飞完成。
2019年8月29日，机场试飞成功。
2019年12月5日，机场投入运营。

## 机场情况
根据最初环评批复，宜宾五粮液机场民航飞行区按4C标准建设，新建1条长2600米、宽45米的跑道，2条联络滑行道，设7个C类站坪机位；航站区新建8000㎡航站楼；设计目标年2020年旅客吞吐量80万人次/年，货邮吞吐量7375吨/年，飞机起降10063架次/年。
后经扩建，宜宾五粮液机场现飞行区等级仍为4C，有一条长2600米、宽45米的跑道和2条长351米、宽18米的垂直联络道及一条平行滑行道；航站楼面积24000㎡，预留国际航班区域，配有6座登机廊桥，站坪机位数13个(4B9C)；按满足2025年年旅客吞吐量200万人次、年货邮吞吐量11000吨、飞机起降25157架次的目标设计，较扩建前规模大幅提高。
2024年9月5日川南进近管制区正式启用，覆盖自贡、泸州、内江、乐山、宜宾五市及云南省昭通市部分区域，缓解以泸州云龙机场、宜宾五粮液机场为主的运输矛盾。

## 未来发展
连接市区的东连接线快速通道目前还在建设中，预计2020年完工。宜宾市将加大对航线开发力度，争取早日开通国内热点旅游城市及东南亚国际航线。

## 争议
中国的机场命名通常以地名为准，而有网友认为并不存在“五粮液”这个地名，并质疑，名为五粮液机场是否符合规范。宜宾方面表示，机场位于“五粮液村”，五粮液集团没有出资参与机场建设。

## 航点
2019-2020冬春航季：
| 航空公司           | 目的地                                        |
| ------------------ | --------------------------------------------- |
| 中国国际航空（CA） | 北京/首都                                     |
| 西藏航空（TV）     | 杭州、拉萨、福州                              |
| 深圳航空（ZH）     | 广州、深圳                                    |
| 多彩贵州航空（GY） | 贵阳、长沙                                    |
| 中国东方航空（MU） | 昆明、青岛、厦门、上海/浦东、武汉、南京、南宁 |
| 四川航空（3U）     | 丽江、三亚、西安、杭州                        |
| 青岛航空（QW）     | 兰州、西双版纳、青岛                          |

## 注脚
1. ↑  . roll.sohu.com.   [2019-08-03]. （原始内容存档于2019-08-03）.
2. 1 2  . www.xinhuanet.com.   [2019-12-05]. （原始内容存档于2019-12-05）.
3. ↑   (XLS).   [2025-01-20]. （原始内容存档于2025-01-17） （中文）.
4. 1 2 3  . www.mee.gov.cn.   [2019-08-03]. （原始内容存档于2019-08-03）.
5. 1 2  . max.book118.com.   [2019-08-03]. （原始内容存档于2019-08-03）.
6. ↑  新華社，《四川宜宾机场重建获批 将命名为"五粮液机场"》，2012年5月24日。
7. ↑  . www.sc.gov.cn.   [2019-08-03]. （原始内容存档于2019-08-03）.
8. ↑  . 四川在线.   [2019-08-03]. （原始内容存档于2019-08-03）.
9. 1 2  宜宾新闻网. . 宜宾市人民政府.   [2019-08-03]. （原始内容存档于2019-08-03）.
10. ↑  . www.sc.chinanews.com.   [2019-12-01]. （原始内容存档于2020-02-26）.
11. ↑  . 东方网 (东方日报). 2024-09-07.
12. ↑  . www.sohu.com.   [2019-08-03]. （原始内容存档于2019-08-03） （英语）.
13. ↑  . www.ybwb.cn.   [2019-08-03]. （原始内容存档于2019-08-03）.
14. ↑  . news.ifeng.com.   [2019-08-03]. （原始内容存档于2019-08-03）.
15. ↑  . news.ifeng.com.   [2019-12-05]. （原始内容存档于2019-12-05）.
16. ↑  宜宾民航管理处. . 2019-03-28  [2019-05-04]. （原始内容存档于2019-08-11）.